# Lepismium incachacanum
Lepismium incachacanum är en kaktusväxtart som först beskrevs av Martín Cárdenas Hermosa, och fick sitt nu gällande namn av Barthlott. Lepismium incachacanum ingår i släktet Lepismium och familjen kaktusväxter. Inga underarter finns listade i Catalogue of Life.